# Bo Rydins och SCA:s professur i företagsekonomi

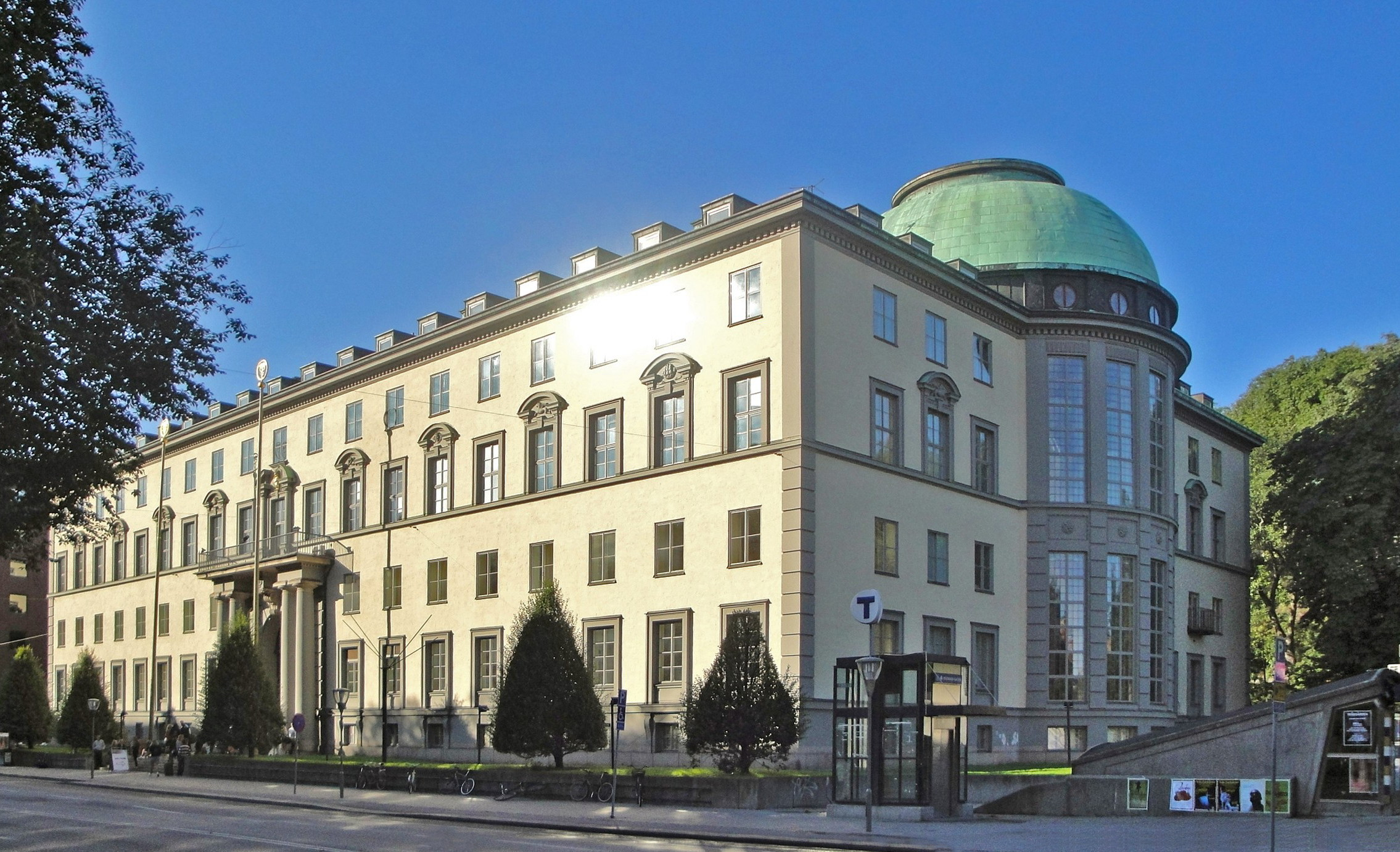
Bo Rydins och SCA:s professur i företagsekonomi är en donationsprofessur vid Handelshögskolan i Stockholm

Bo Rydins och SCA:s professur i företagsekonomi är en donationsprofessur vid Handelshögskolan i Stockholm. Professuren inrättades år 2007 genom en donation från Bo Rydins stiftelse och Svenska Cellulosa AB SCA. Nuvarande innehavare är professor Lars Strannegård. Strannegård är även Handelshögskolans i Stockholm rektor sedan 2014.

## Innehavare
1. Johan Roos[3] 2007-2009
2. Lars Strannegård 2010-